# Lana
Lana és un municipi de Navarra, a la comarca d'Estella Oriental, dins la merindad d'Estella. Limita al sud amb Zúñiga i Mendaza. Està format pels concejos de:
| Entitat de Població | Pob. (2006) |
| ------------------- | ----------- |
| Galbarra            | 48          |
| Gastiáin            | 64          |
| Narcué              | 31          |
| Ulíbarri            | 24          |
| Viloria             | 39          |

## Demografia
| Evolució demogràfica                            | Evolució demogràfica | Evolució demogràfica | Evolució demogràfica | Evolució demogràfica | Evolució demogràfica | Evolució demogràfica | Evolució demogràfica | Evolució demogràfica | Evolució demogràfica | Evolució demogràfica |
| 1996                                            | 1998                 | 1999                 | 2000                 | 2001                 | 2002                 | 2003                 | 2004                 | 2005                 | 2006                 | 2007                 |
| ----------------------------------------------- | -------------------- | -------------------- | -------------------- | -------------------- | -------------------- | -------------------- | -------------------- | -------------------- | -------------------- | -------------------- |
| 213                                             | 219                  | 218                  | 215                  | 214                  | 213                  | 213                  | 215                  | 213                  | 206                  | 197                  |
| Fonts: Lana i Institut d'Estadística de Navarra |                      |                      |                      |                      |                      |                      |                      |                      |                      |                      |